# Horsey (Norfolk)
Horsey est un village et une paroisse civile du Norfolk, en Angleterre.